# Ajla Tomljanovićová
Ajla Tomljanovićová (* 7. května 1993 Záhřeb) je australská profesionální tenistka, která do roku 2017 reprezentovala rodné Chorvatsko. Ve své dosavadní kariéře na okruhu WTA Tour nevyhrála žádný turnaj, když ze všech pěti singlových finále odešla poražena. V sérii WTA 125 vybojovala dvě trofeje ve dvouhře.  V rámci okruhu ITF získala čtyři tituly ve dvouhře a tři ve čtyřhře. S Američankou Christinou McHaleovou vyhrála juniorskou čtyřhru na Australian Open 2009.
Na žebříčku WTA byla ve dvouhře nejvýše klasifikována v dubnu 2023 na 32. místě a ve čtyřhře v lednu 2015 na 47. místě. Spolupracuje s Alessandrem Begou.
Po obdržení australského trvalého pobytu začala od US Open 2014 reprezentovat Austrálii. Další čtyři sezóny však stále nastupovala za rodné Chorvatsko na všech turnajích vyjma Grand Slamu, než v lednu 2018 získala australské občanství, které ji opravňuje k reprezentaci tohoto státu na všech událostech.

## Týmové soutěže

### Billie Jean King Cup
V chorvatském fedcupovém týmu debutovala v roce 2010 v lisabonské 1. skupině zóny Evropy a Afriky, z níž se družstvo neprobojovalo do baráže druhé Světové skupiny. Ve skupině dvakrát vyhrála a čtyřikrát prohrála. Chorvatsko reprezentovala v ročnících 2010 a 2011, kdy nastoupila k osmi mezistátním utkáním s bilancí 3–3 ve dvouhře a 1–4 ve čtyřhře.
V australském týmu Billie Jean King Cupu poprvé nastoupila v perthském finále Fed Cupu 2019 proti Francii. Jako dvojka týmu v sobotu podlehla Mladenovicové a v neděli porazila Parmentierovou. O šampionkách rozhodla až závěrečná čtyřhra ve prospěch Francouzek. V ročníku 2022 dovedla reprezentační výběr do světového finále, v němž Australanky nestačily na Švýcarsko. Ve dvouhře uhrála jen tři gamy na Belindu Bencicovou. Za chorvatský i australský tým do roku 2024 v soutěži odehrála šestnáct mezistátních utkání s bilancí 7–8 ve dvouhře a 1–4 ve čtyřhře.

### Letní olympijské hry
Austrálii reprezentovala na odložených Letních olympijských hrách 2020 v Tokiu, kde během července 2021 nastoupila do ženské dvouhry. Po úvodní výhře nad Kazachstánkou Jaroslavou Švedovovou podlehla pozdější bronzové medailistce Elině Svitolinové z Ukrajiny, přestože získala první sadu.

## Tenisová kariéra
V juniorské kategorii zvítězila s Christinou McHaleovou ve čtyřhře Australian Open 2009. Ve finále zdolaly srbsko-polskou dvojici Aleksandra Krunićová a Sandra Zaniewská.

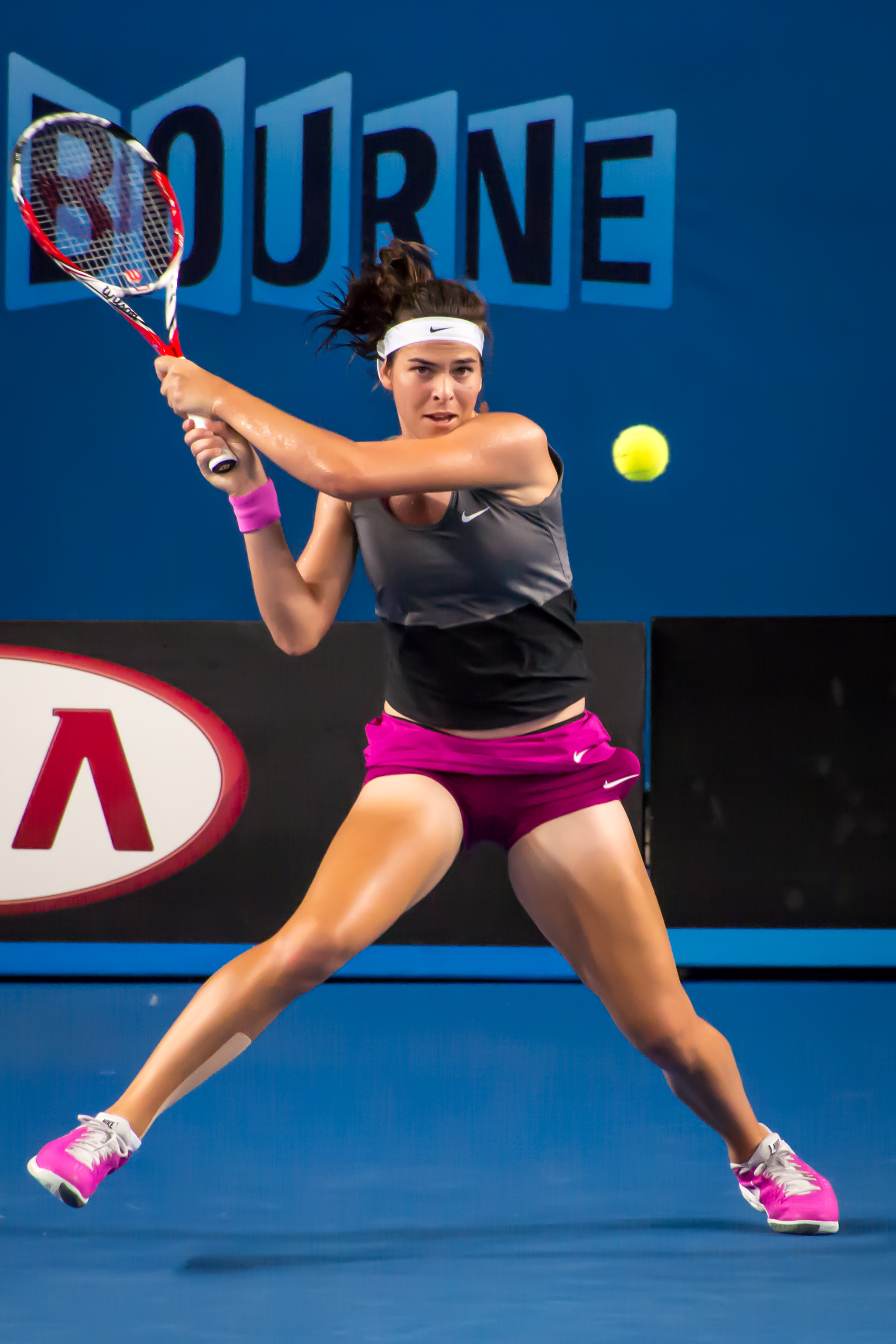
Bekhend na Australian Open 2014

Na okruhu ITF debutovala v sezóně 2007 a převážnou část kariéry na něm strávila do ledna 2014. Během ledna 2010 si připsala první titul ve floridském Plantation. Premiérové finále na okruhu WTA Tour odehrála na pattajském PTT Thailand Open 2015, když do finále postoupila přes sedmou nasazenou Portoričanku Mónicu Puigovou. V něm však nestačila na Danielou Hantuchovou, přestože vyhrála úvodní sadu. První průnik do elitní světové stovky žebříčku WTA zaznamenala 16. září 2013 po quebeckém Challenge Bell 2013, kde ji ve čtvrtfinále vyřadila pozdější australská finalistka Marina Erakovicová. V klasifikaci se posunula ze 101. na 88. příčku.
Na grandslamu se nejdále probojovala do čtvrtfinále Wimbledonu 2021 a 2022, stejně jako mezi poslední osmičku hráček na US Open 2022. V osmifinále antukového French Open 2014 na její raketě postupně dohrály Italka Francesca Schiavoneová, ruská turnajová dvaatřicítka Jelena Vesninová a třetí žena žebříčku Agnieszka Radwańská, což pro ni znamenalo první výhru nad hráčkou elitní světové desítky. Ve čtvrtém kole její cestu soutěží ukončila čtrnáctá nasazená Španělka Carla Suárezová Navarrová. Čtvrtfinále si zahrála s Jarmilou Gajdošovou v ženské čtyřhře Australian Open 2014, ale nestačily v něm na čtvrtý nasazený pár bývalých světových jedniček, Květu Peschkeovou a Katarinu Srebotnikovou.
Na únorovém Thailand Open 2019 v Hua Hinu prohrála i čtvrté singlové finále, když nestačila na 18letou Ukrajinku Dajanu Jastremskou. V rozhodující třetí sadě přitom vedla již 5–2 na gamy a dvakrát šla podávat na vítězství v turnaji. O dva týdny později se posunula na nové kariérní maximum, 40. místo žebříčku WTA. Podruhé členku světové desítky porazila ve druhém kole Miami Open 2019, v němž vyřadila devátou v pořadí Arynu Sabalenkovou. Ve čtvrtfinále Zhengzhou Open 2019 pak vyřadila osmou hráčku žebříčku Kiki Bertensovou.
Austrálii měla reprezentovat na úvodním ročníku lednového United Cupu 2023. Před úvodním zápasem proti Britce Harriet Dartové však odstoupila pro zranění kolena, jehož operaci v lednu 2023 podstoupila. Na okruh se vrátila až zářijovým US Open 2023. První zápas v probíhajícím ročníku vyhrála nad Maďarkou Pannou Udvardyovou po třísetovém průběhu. Před dalším utkáním proti čtvrté nasazené Rybakinové však odstoupila opět pro zranění, především kvůli bolesti v paži.

## Soukromý život

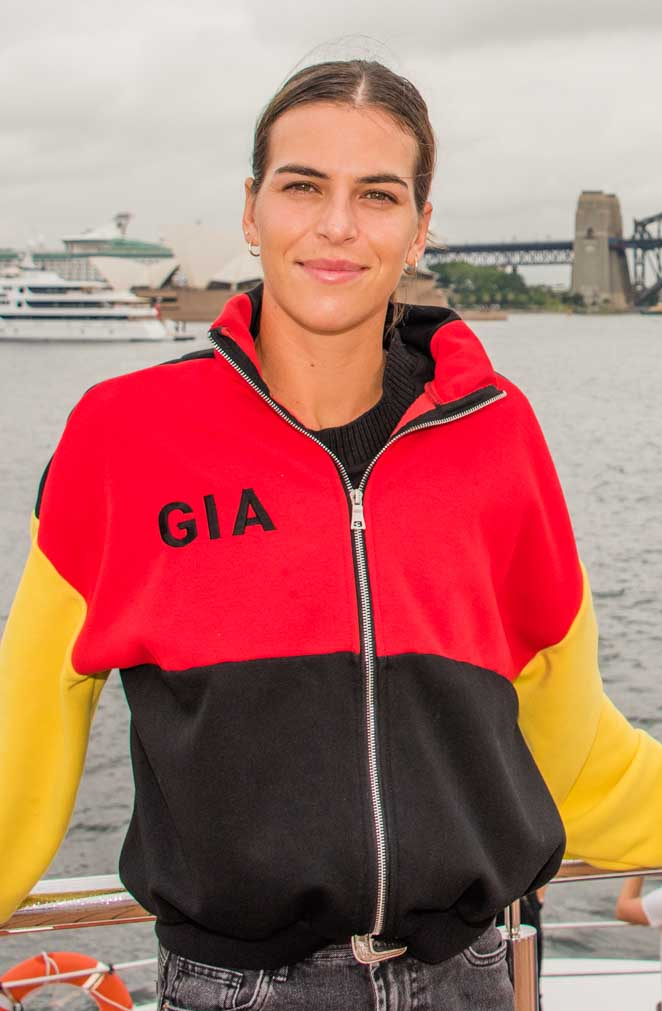
Tomljanovićová na Sydney International 2019

Narodila se v květnu 1993 do rodiny Chorvata Ratka Tomljanoviće, házenkářského vítěze European Cupu 1992 a 1993, a Bosňačky Eminy Tomljanovićové. Vyrostla v rodné chorvatské metropoli Záhřebu. Starší sestra Hana Tomljanovićová hrála americký univerzitní tenis za University of Virginia. S tenisem začala v sedmi letech. Trénovali ji Fernando Martínez a Rene Gomez. Na sklonku roku 2014 se přestěhovala z Chorvatska do jihoaustralského Brisbane. Australské občanství obdržela v lednu 2018.
V letech 2015–2019 udržovala přerušovaný partnerský vztah s australským tenistou Nickem Kyrgiosem. Mezi roky 2019–2022 byl jejím přítelem italský tenista Matteo Berrettini. Blízký vztah má ke kanadskému tenistovi Félixi Augeru-Aliassimemu, jehož partnerkou se stala její sestřenice Nina Ghaibi.

## Finále na okruhu WTA Tour
| Legenda                                      |
| -------------------------------------------- |
| D – dvouhra; Č – čtyřhra                     |
| Grand Slam (0)                               |
| Turnaj mistryň (0)                           |
| Premier Mandatory & Premier 5 / WTA 1000 (0) |
| Premier / WTA 500 (0)                        |
| International / WTA 250 (0–5 D)              |

### Dvouhra: 5 (0–5)
| Stav       | č. | datum           | turnaj                         | kategorie     | povrch | soupeřka ve finále | výsledek           |
| ---------- | -- | --------------- | ------------------------------ | ------------- | ------ | ------------------ | ------------------ |
| Finalistka | 1. | 15. února 2015  | Pattaya, Thajsko               | International | tvrdý  | Daniela Hantuchová | 6–3, 3–6, 4–6      |
| Finalistka | 2. | 6. května 2018  | Rabat, Maroko                  | International | antuka | Elise Mertensová   | 2–6, 6–7(4–7)      |
| Finalistka | 3. | 23. září 2018   | Soul, Jižní Korea              | International | tvrdý  | Kiki Bertensová    | 6–7(2–7), 6–4, 2–6 |
| Finalistka | 4. | 3. února 2019   | Hua Hin, Thajsko               | International | tvrdý  | Dajana Jastremská  | 2–6, 6–2, 6–7(3–7) |
| Finalistka | 5. | 23. června 2024 | Birmingham, Spojené království | WTA 250       | tráva  | Julia Putincevová  | 1–6, 6–7(8–10)     |

## Finále série WTA 125
| Legenda                  |
| ------------------------ |
| D – dvouhra; Č – čtyřhra |
| WTA 125 (2–0 D; 0–0 Č)   |

### Dvouhra: 2 (2–0)
| Stav    | č. | datum         | turnaj                  | povrch | soupeřka ve finále      | výsledek      |
| ------- | -- | ------------- | ----------------------- | ------ | ----------------------- | ------------- |
| Vítězka | 1. | listopad 2023 | Florianópolis, Brazílie | antuka | Martina Capurro Taborda | 6–1, 7–5      |
| Vítězka | 2. | říjen 2024    | Hongkong, Čína          | tvrdý  | Clara Tausonová         | 4–6, 6–4, 6–4 |

## Finále na okruhu ITF
| Dotace turnajů okruhu ITF | Dotace turnajů okruhu ITF |
| ------------------------- | ------------------------- |
| 100 000 $ tournaments     | 80 000 $ tournaments      |
| 75 000 $ tournaments      | 60 000 $ tournaments      |
| 50 000 $ tournaments      | 25 000 $ tournaments      |
| 15 000 $ tournaments      | 10 000 $ tournaments      |

### Dvouhra: 12 (4–8)
| Stav       | č.  | datum              | turnaj                    | povrch | soupeřka ve finále         | výsledek           |
| ---------- | --- | ------------------ | ------------------------- | ------ | -------------------------- | ------------------ |
| Finalistka | 1.  | 28. listopadu 2009 | Puebla, Mexiko            | tvrdý  | Naomi Broadyová            | 6–7(4–7), 3–6      |
| Vítězka    | 1.  | 16. ledna 2010     | Plantation, Spojené státy | antuka | Johanna Larssonová         | 6–3, 6–3           |
| Finalistka | 2.  | 3. dubna 2010      | Pelham, Spojené státy     | antuka | Edina Gallovitsová-Hallová | 2–6, 0–6           |
| Finalistka | 3.  | 16. května 2010    | Praha, Česko              | antuka | Lucie Hradecká             | 1–6, 6–7(4–7)      |
| Vítězka    | 2.  | 13. března 2011    | Clearwater, Spojené státy | tvrdý  | Sesil Karatančevová        | 7–6(7–3), 6–3      |
| Finalistka | 4.  | 10. dubna 2011     | Jackson, Spojené státy    | antuka | Marina Erakovicová         | 1–6, 2–6           |
| Vítězka    | 3.  | 29. května 2011    | Grado, Itálie             | antuka | Alexandra Cadanțuová       | 6–2, 6–4           |
| Finalistka | 5.  | 13. ledna 2013     | Innisbrook, Spojené státy | antuka | Tadeja Majeričová          | 2–6, 3–6           |
| Finalistka | 6.  | 10. února 2013     | Midland, Spojené státy    | tvrdý  | Lauren Davisová            | 3–6, 6–2, 6–7(2–7) |
| Vítězka    | 4.  | 21. dubna 2013     | Dothan, Spojené státy     | antuka | Čang Šuaj                  | 2–6, 6–4, 6–3      |
| Finalistka | 7.  | 13. října 2013     | Macon, Spojené státy      | tvrdý  | Anna Tatišviliová          | 2–6, 6–1, 5–7      |
| Finalistka | 8.  | 22. prosince 2013  | Mérida, Mexiko            | tvrdý  | Allie Kiicková             | 6–3, 5–7, 0–6      |
| Finalistka | 12. | 30. července 2017  | Sacramento, Spojené státy | tvrdý  | Amanda Anisimovová         | bez boje           |

### Čtyřhra: 4 (3–1)
| Stav       | č. | datum              | turnaj                     | povrch | spoluhráčka        | soupeřky ve finále                      | výsledek              |
| ---------- | -- | ------------------ | -------------------------- | ------ | ------------------ | --------------------------------------- | --------------------- |
| Vítězka    | 1. | 10. května 2009    | Záhřeb, Chorvatsko         | antuka | Petra Martićová    | Xenija Milevská Anastasija Pivovarovová | 6–3, 6–7(4–7), [10–5] |
| Finalistka | 1. | 9. října 2011      | Kansas City, Spojené státy | tvrdý  | Jamie Hamptonová   | Marina Abramovićová Eva Hrdinová        | 2–6, 6–2, 4–6         |
| Vítězka    | 2. | 30. října 2011     | Bayamon, Portoriko         | tvrdý  | Chanel Simmondsová | Victoria Duvalová Allie Kiicková        | 6–3, 6–1              |
| Vítězka    | 3. | 13. listopadu 2011 | Phoenix, Spojené státy     | tvrdý  | Jamie Hamptonová   | Maria Sanchezová Yasmin Schnacková      | 3–6, 6–3, 6–3         |

## Finále soutěží družstev: 2 (0–2)
| Výsledek   | č. | datum a místo konání                                                                              | spoluhráčky                                                           | soupeřky                                                                                      | skóre |
| ---------- | -- | ------------------------------------------------------------------------------------------------- | --------------------------------------------------------------------- | --------------------------------------------------------------------------------------------- | ----- |
| Finalistka | 1. | Fed Cup 2019 9.–10. listopadu 2019 Perth, Austrálie tvrdý, RAC Arena                              | Ashleigh Bartyová Samantha Stosurová Astra Sharmaová Priscilla Honová | Francie                                                                                       | 2–3   |
| Finalistka | 1. | Fed Cup 2019 9.–10. listopadu 2019 Perth, Austrálie tvrdý, RAC Arena                              | Ashleigh Bartyová Samantha Stosurová Astra Sharmaová Priscilla Honová | Kristina Mladenovicová Caroline Garciaová Alizé Cornetová Fiona Ferrová Pauline Parmentierová | 2–3   |
| Finalistka | 2. | Billie Jean King Cup 2022 13. listopadu 2022 Glasgow, Velká Británie tvrdý (hala), Emirates Arena | Priscilla Honová Storm Sandersová Ellen Perezová Samantha Stosurová   | Švýcarsko                                                                                     | 0-2   |
| Finalistka | 2. | Billie Jean King Cup 2022 13. listopadu 2022 Glasgow, Velká Británie tvrdý (hala), Emirates Arena | Priscilla Honová Storm Sandersová Ellen Perezová Samantha Stosurová   | Belinda Bencicová Jil Teichmannová Viktorija Golubicová Simona Waltertová                     | 0-2   |

## Finále na juniorce Grand Slamu

### Čtyřhra: 1 (1–0)
| Stav    | Č. | Rok  | Turnaj          | Spoluhráčka         | Soupeřky ve finále                    | Výsledek         |
| ------- | -- | ---- | --------------- | ------------------- | ------------------------------------- | ---------------- |
| Vítězka | 1. | 2009 | Australian Open | Christina McHaleová | Aleksandra Krunićová Sandra Zaniewská | 6–1, 2–6, [10–4] |

## Postavení na konečném žebříčku WTA

### Dvouhra
| Rok    | 2008 | 2009   | 2010   | 2011   | 2012   | 2013  | 2014  | 2015  | 2016   | 2017   | 2018  | 2019  | 2020  | 2021  | 2022  | 2023   |
| Pořadí | 973. | ▲ 353. | ▲ 157. | ▲ 145. | ▼ 453. | ▲ 78. | ▲ 63. | ▼ 66. | ▼ 937. | ▲ 151. | ▲ 43. | ▼ 51. | ▼ 68. | ▲ 45. | ▼ 33. | ▲ 549. |

### Čtyřhra
| Rok    | 2008 | 2009 | 2010   | 2011   | 2012   | 2013   | 2014  | 2015  | 2016   | 2017   | 2018   | 2019   | 2020   | 2021   | 2022   | 2023 |
| Pořadí | —    | 380. | ▼ 724. | ▲ 275. | ▼ 360. | ▲ 299. | ▲ 48. | ▼ 92. | ▼ 382. | ▲ 370. | ▲ 140. | ▼ 159. | ▲ 127. | ▼ 141. | ▲ 136. | —    |